# Гордість Янкі
«Гордість Янкі» (англ. The Pride of the Yankees) — американський сімейний фільм Сема Вуда 1942 року про життя і кар'єру Лу Геріга гравця Нью-Йорк Янкіз.

## Сюжет
Це хроніка життя та кар'єри легендарного першого гравця нью-йоркських Янкі та багаторазового чемпіона Лу Геріга. Він увійшов в історію, зігравши у 2130 іграх протягом 14 років жодного разу не взявши відпустку, тим самим поставивши найзнаменитіший з бейсбольних рекордів й отримавши прізвисько «Залізна людина».
У 1932 році у зустрічі з командою Філадельфії Геріг став першим гравцем двадцятого сторіччя, які вчинили чотири пробіжки навколо бази в одній грі. Через чотири роки, коли вже здавалося, що Лу Геріг назавжди залишиться єдиним першим бейзменом «Нью-Йоркських Янкі», доля торкнулася його своїм кострубатим гаком.
Спершу його незграбна кульгава хода здавалася ознакою віку, звичайною неприємністю, яку він здолає, як долав всі інші хвороби й травми. І тут як грім з ясного неба обрушилося приголомшливе, немислима звістка про те, що Лу Геріг вражений хворобою, яка називається «аміотрофічним лагеральним склерозом», тепер більш відомим під назвою «хвороба Лу Геріга», – рідкісним захворюванням, що руйнує тканини спинного мозку.
Він зустрів смерть з тією ж стійкістю та силою духу, з якою її зустрічають тисячі американців на далеких полях битв, він залишив після себе пам'ять про мужність і самопожертву, яка назавжди залишиться в серцях людей.

## Нагороди
Фільм отримав премію Американської кіноакадемії за найкращий монтаж  і мав ще десять номінацій.

## У ролях
- Гері Купер — Генрі Луїс «Лу» Геріг
- Тереза Райт — Елеонора Твічелл
- Бейб Рут — Бейб Рут
- Волтер Бреннан — Сем Блейк
- Ден Дюрі — Генк Ганнеман
- Ельза Янссен — Крістіна Геріг, мама Лу
- Людвіг Штессель — Генрі Геріг, батько Лу
- Вірджинія Гілмор — Майра Тінслі
- Білл Дікі — Білл Дікі
- Ерні Адамс — Міллер Гаггінс
- П'єр Ваткін — Франк Твічелл
- Гаррі Гарві — Джо Маккарті